# Parabemisia jawani
Parabemisia jawani là một loài côn trùng cánh nửa trong họ Aleyrodidae, phân họ Aleyrodinae.
Parabemisia jawani được Martin miêu tả khoa học đầu tiên năm 1985.